# Allobates fratisenescus
Allobates fratisenescus е вид земноводно от семейство Aromobatidae.

## Разпространение
Видът е разпространен в Еквадор.